# Generalna Konfederacja Pracy
Generalna Konfederacja Pracy (hiszp. Confederación General del Trabajo, CGT) – hiszpańska federacja związków zawodowych.

## Historia
CGT powstała po rozłamie wewnątrz anarchistycznej Krajowej Konfederacji Pracy (CNT). W 1979, po demokratycznej transformacji ustrojowej w Hiszpanii, na pierwszym kongresie CNT, doszło do zasadniczego sporu dotyczącego wyborów związkowych. Wybory pozwalały hiszpańskim robotnikom wybierać delegatów związkowych do komitetów fabrycznych co cztery lata. Niektórzy uważali to za powrót do idei anarchosyndykalizmu, ale bardziej ortodoksyjni w organizacji uznali takie rozwiązanie za „interwencję rządu w stosunki pracy i kapitału”. Jako jeden z argumentów przywoływano m.in. możliwość otrzymania środków państwowych w związku z tego typu sposobem wybierania przedstawicieli.
Po wewnętrznym konflikcie obie strony konfliktu rozdzieliły się, przez co istniały dwie oddzielne organizacje o nazwie CNT. Walczyły one między sobą o własność nazwy CNT. W 1989 w sądzie zwyciężyła grupa ortodoksyjna, a renowatorzy przyjęli nazwę CGT.
CGT bierze udział w wyborach związkowych od 1989, otrzymując czwartą największą liczbę głosów, zaraz za CC.OO., UGT i CSIF. W 2018 związek liczył 85 000 członków, w 2023 już 102 874.

## Członkostwo międzynarodowe
W latach 2001–2005 CGT zwołało i koordynowało międzynarodową anarchosyndykalistyczną i anarchokomunistyczną organizację Solidaridad Internacional Libertaria (SIL) z około 22 uczestniczącymi organizacjami, zwłaszcza z Hiszpanii, Francji, Włoch i Szwecji. Została założona w kwietniu 2001 po międzynarodowym spotkaniu zwołanym przez CGT w Madrycie. Odbyli jeszcze dwa spotkania, w Genui w lipcu 2001 przeciwko G-8 oraz w Sewilli w czerwcu 2002, aby zaprotestować przeciwko szczytowi Unii Europejskiej. Utworzenie SIL zostało odrzucone przez Międzynarodowe Stowarzyszenie Pracowników (AIT), które zarzuciło promotorom (poza CGT, również Centralna Organizacja Szwedzkich Robotników ze Szwecji oraz Narodowa Konfederacja Pracy) utworzenie tej organizacji jako jedną z kilku prób podjętych od końca lat dziewięćdziesiątych, by nazwać „anarchosyndykalizmem” praktyki biurokratycznego reformizmu.
Obecnie CGT jest stowarzyszone z Czerwono-Czarną Koordynacją, międzynarodową siecią syndykalistycznych związków zawodowych.